# Rellotge astronòmic

El rellotge astronòmic és un rellotge en què es poden llegir les posicions relatives del Sol, la Lluna, les constel·lacions del zodíac i, de vegades algun planeta important i tot tipus d'informació com ara la durada cíclica del dia i de la nit, amb dates dels eclipsis lunars i solars, la data de la Pasqua i altres festes religioses, la data i l'hora de les marees, el temps solar, les dates dels solsticis, els canvis d'estació, una representació animada del sistema solar, l'hora de la sortida i la posta del sol i de la lluna. Tot això, decorat amb una varietat de símbols religiosos, culturals, artístics o científics.
Un dels rellotges més famosos d'aquest tipus és el Rellotge Astronòmic de Praga a la República Txeca, la part central del qual es va completar el 1410. A Barcelona, hi ha el Rellotge Billeter, situat a l'Acadèmia de Ciències i Arts. Altres rellotges astronòmics destacats són els de Beauvais, Besançon,  Estrasburg, Berna, Venècia, Wells, Münster, Lió, Lier, Rostock, Hampton Court (Londres), Exeter, Olomouc, Gdansk, Lund, Brescia, Buscantua, etc.

## Història

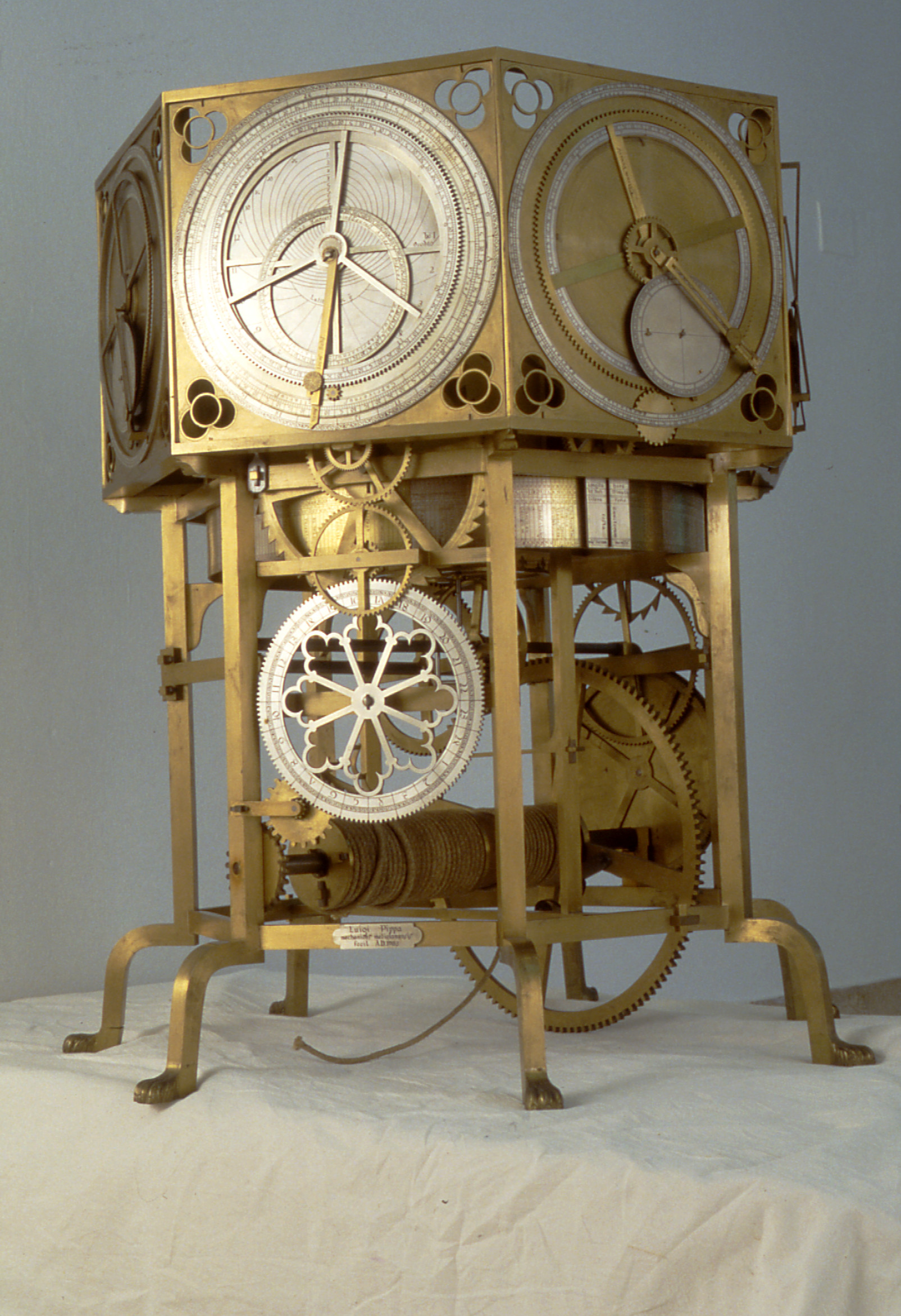
Astrario fet per Giovanni Dondi dell'Orologio,. Reconstrucció, Museu Nacional de Ciència i Tecnologia Leonardo da Vinci, Milà.

Una investigació feta entre 2011 i 2012 va permetre que un grup d'investigadors postularan que els rellotges astronòmics europeus descendien de la tecnologia del mecanisme d'Anticitera.
Al segle xi, el rellotger, enginyer mecànic i astrònom Su Song de la  dinastia xinesa Song va crear un rellotge astronòmic impulsat per l'aigua com a rellotge de la torre de la ciutat de Kaifeng. Su Song és reconegut per haver incorporat un mecanisme d'escapament recolzat de l'esfera armil·lar i la primera cadena de transmissió de potència infinita per al rellotge de la torre de Kaifeng.  Astrònoms i  enginyers musulmans contemporanis de Su Song també van construir una varietat de rellotges astronòmics molt precisos per a ús en els seus  observatoris, com ara el  rellotge del castell (un rellotge astronòmic impulsat per aigua) d' Al-Jazari en 1206, i el rellotge astrolabi de Ibn al-Shatir en els inicis del segle xiv.
El desenvolupament de rellotges mecànics a Europa no ha estat comprès totalment, però, s'ha establert que entre el 1300 i el 1330 van existir rellotges mecànics (impulsats per pes més que aigua i utilitzant un mecanisme d'escapament) que complien dos propòsits principals: senyalitzar i notificar (per exemple, com a calendari de serveis i esdeveniments públics) i modelar el sistema solar. Aquest últim propòsit és inevitable, ja que el astrolabi va ser utilitzat per astrònoms i astròlegs i, per tant, resultava lògic aplicar un mecanisme de rellotgeria a la placa giratòria per produir un model que reproduís el sistema solar.
 La majoria dels primers rellotges no eren precisament cronòmetres, sinó exhibicions del patró del cosmos […] Clarament els orígens del rellotge mecànic es troben en un complex regne de astrolabis monumentals, planetaris, equatorians i orientats. " 
Tots dos rellotges i altres de similars probablement eren menys precisos del que els seus dissenyadors haurien desitjat. Si bé els radis dels engranatges poguessin ser exquisidament calculats, la seva fabricació ultrapassava les habilitats mecàniques de l'època, de manera que mai van funcionar de manera fiable. A part d'això, en gairebé tots aquests rellotges, en contrast amb l'avançat i intricat treball dels engranatges, fins al segle xvi el mecanisme de cronometratge consistia en un simple escombrat i un mecanisme d'escapament, el qual presentava errors de no menys de mitja hora per dia.
Els rellotges astronòmics es van construir com a peces de demostració o exhibició, tant per impressionar com per educar i informar. Que els rellotgers prenguessin el repte de construir aquestes obres mestres pretenia demostrar la seva habilitat tècnica i la riquesa dels seus amos. El missatge filosòfic d'un univers ordenat pels cels, d'acord amb el punt de vista gòtic, ajuda a explicar la seva popularitat.
Durant el segle xviii, el creixent interès per l'astronomia va despertar l'interès pels rellotges astronòmics, no tant pel missatge filosòfic, sinó per la informació astronòmica que podien mostrar aquests rellotges regulats pel pèndol.

## Tecnologia actual
Hi ha rellotges astronòmics moderns (també anomenats interruptors horaris). El rellotge calcula autobuscaticamentquè vol dir? l'hora de sortida i de posta de sol en funció de la posició geogràfica en què està ubicat. Això permet estalviar energia en l'enllumenat públic i en l'encesa d'aparadors.

## Rellotge astronòmic d'Ulm

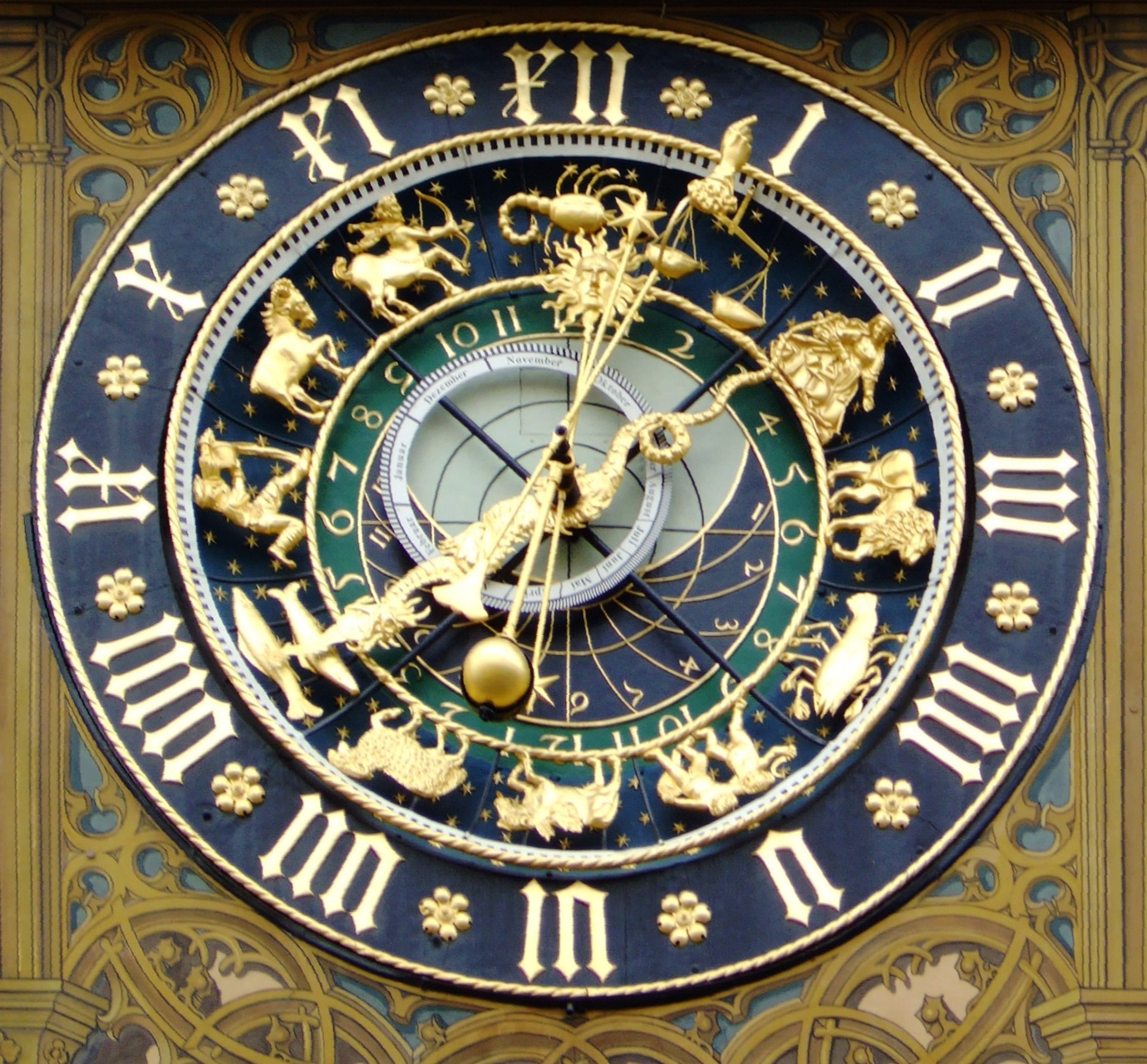
Rellotge astrolabi a Ulm (ajuntament), projecció nord, en sentit horari (zodíac mirall)

### Història
El rellotge astronòmic d'Ulm es va instal·lar al front oriental de l'ajuntament d'Ulm cap al 1520 i va ser revisat per Isaak Habrecht el 1581.
El desembre de 1944 el rellotge va ser destruït en un fort atac aeri a Ulm. Només quedava el dial amb l'anell del zodíac i les agulles. Una renovació completa va tenir lloc entre 1949 i 1952.

### Descripció
La part interior del rellotge astrolabi d'Ulm és un rellotge astrolabi amb la característica especial que també adopta la projecció del nord que és habitual amb els astrolabis. Això es pot veure a la imatge de l'horitzó com una depressió. La vista es dirigeix sobre l'horitzó nord cap al cel nord amb l'estrella polar al mig, encara que en realitat el cel gira en sentit contrari a les agulles del rellotge. Per tal d'obtenir un rellotge amb el sentit habitual de les agulles del rellotge, es va reflectir el resultat de la projecció, de manera que la direcció del moviment del zodíac també es va invertir en comparació amb la realitat. El que queda és la mida de la imatge dels tròpics resultant d'una projecció del nord: tròpic petit de Càncer i tròpic gran de Capricorn.
Fora de l'escala de 2 x 12 hores, un segon zodíac, però situat al centre, gira juntament amb l'excèntric interior. Aquesta és una característica dels rellotges zodiacals posteriors, que ja no contenen un astrolabi. Però ja no hi gira. L'escala addicional exterior de 12 hores amb una agulla addicional de les hores (amb una busca com a punta) també és característica dels rellotges del zodíac.
El rellotge astrolabi interior té una agulla d'estel com a tercera busca a part de les agulles del sol i la lluna. Mostra la línia nodal de la lluna en relació amb el zodíac. Si està sota les busques del sol i de la lluna, és possible un eclipsi solar o lunar.
La busca del sol (amb símbol del sol) és la busca principal per a les visualitzacions astrolàbiques: ubicació del sol al zodíac (al cercle interior com a data), hora solar mitjana (a l'escala de 2 x 12 hores) i hora temporal de el dia (amb l'extrem oposat per sobre del floc de línies dibuixades sota l'horitzó).
La busca de la lluna indica la ubicació de la lluna al zodíac. La seva bola, que gira al voltant de la vareta del punter, mostra clarament les fases de la lluna.

## Alguns rellotges astronòmics famosos
- Rellotges monumentals
  - Rellotge astronòmic Beauvais
  - Rellotge astronòmic de Besançon
  - Rellotge astronòmic Bourges
  - Rellotge astronòmic Chartres
  - Rellotge astronòmic de Lió
  - Rellotge astronòmic Messina
  - Rellotge astronòmic Ploërmel
  - Rellotge astronòmic de Praga
  - Rellotge astronòmic de Saint-Omer
  - Rellotge astronòmic de Estrasburg
- Rellotges d'interior
  - Rellotge astronòmic Senac

## Alguns rellotgers famosos
- John Fusoris (segle xv)
- Antide Janvier
- Jean-Baptiste Schwilgue (segle xix)
- Auguste-Lucien Veritat (segle xix)

## Galeria

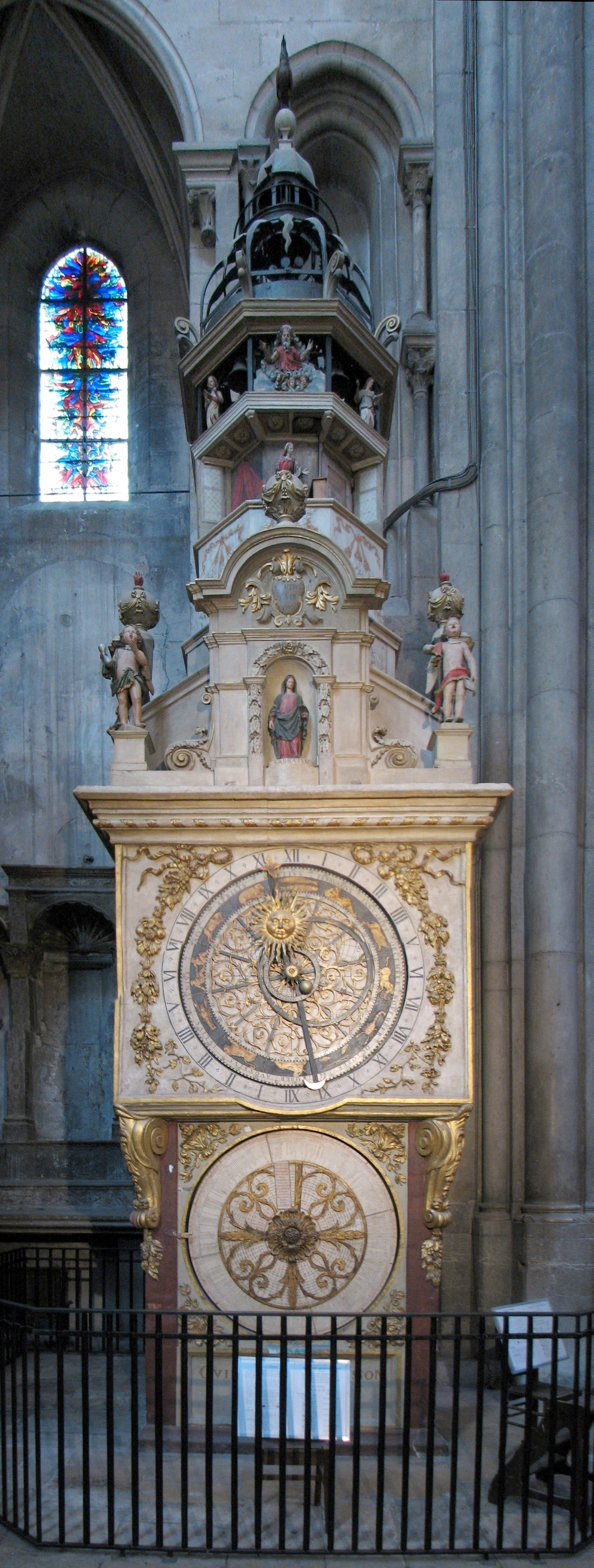
Rellotge astronòmic de la Primatiale Saint-Jean a Lió.
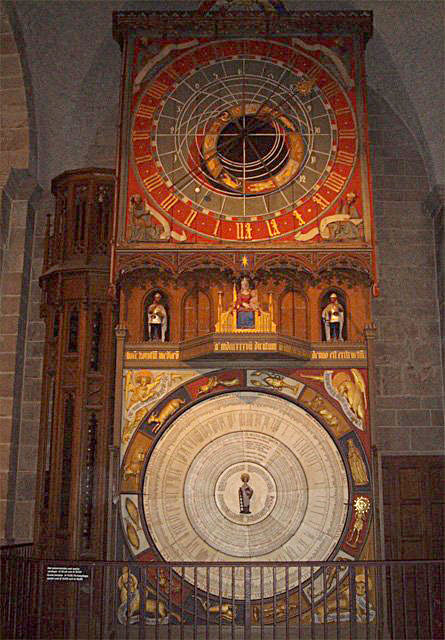
Rellotge astronòmic de la catedral de Lund a Suècia.
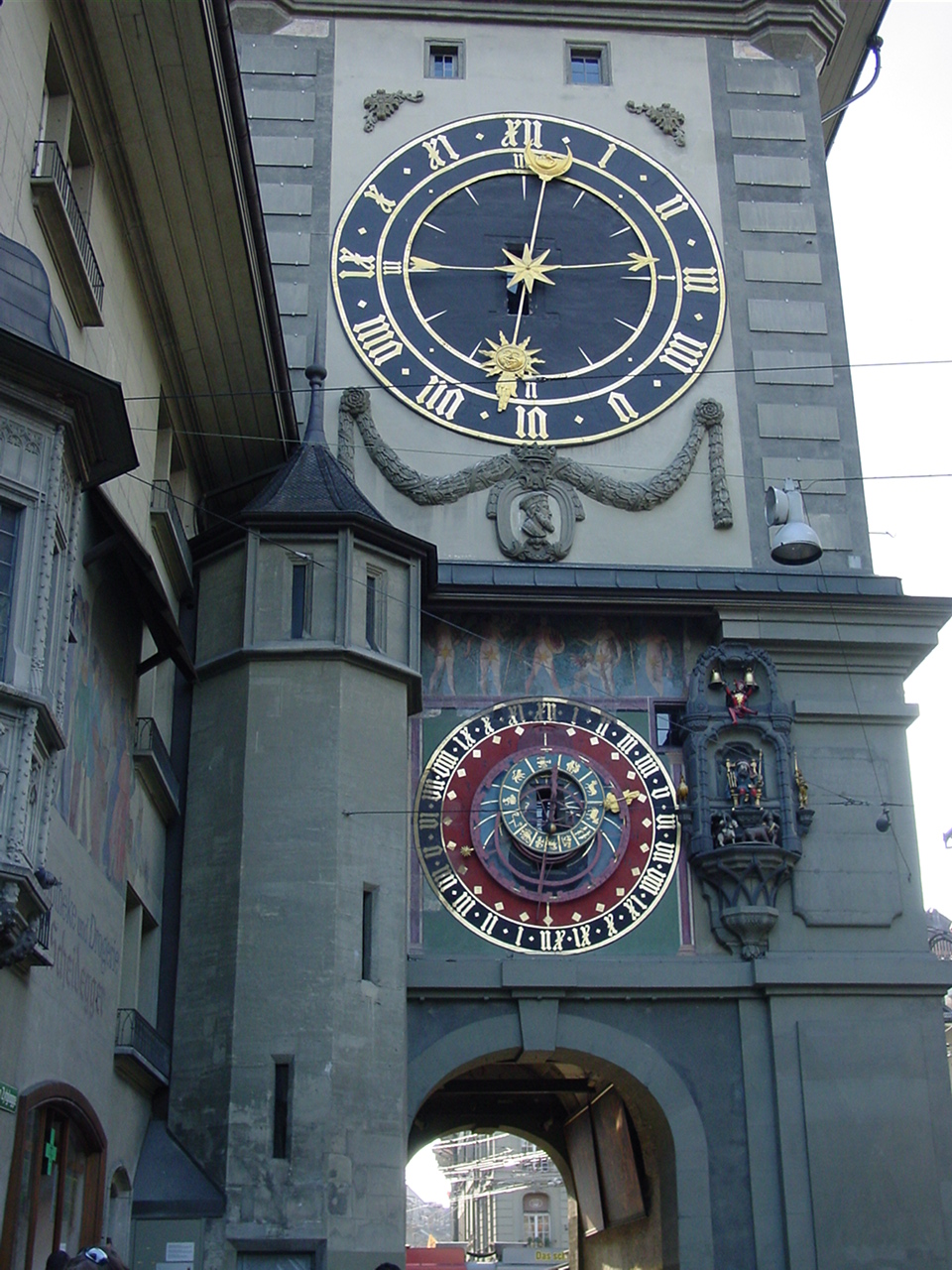
La Zytglogge de Berna a Suïssa.
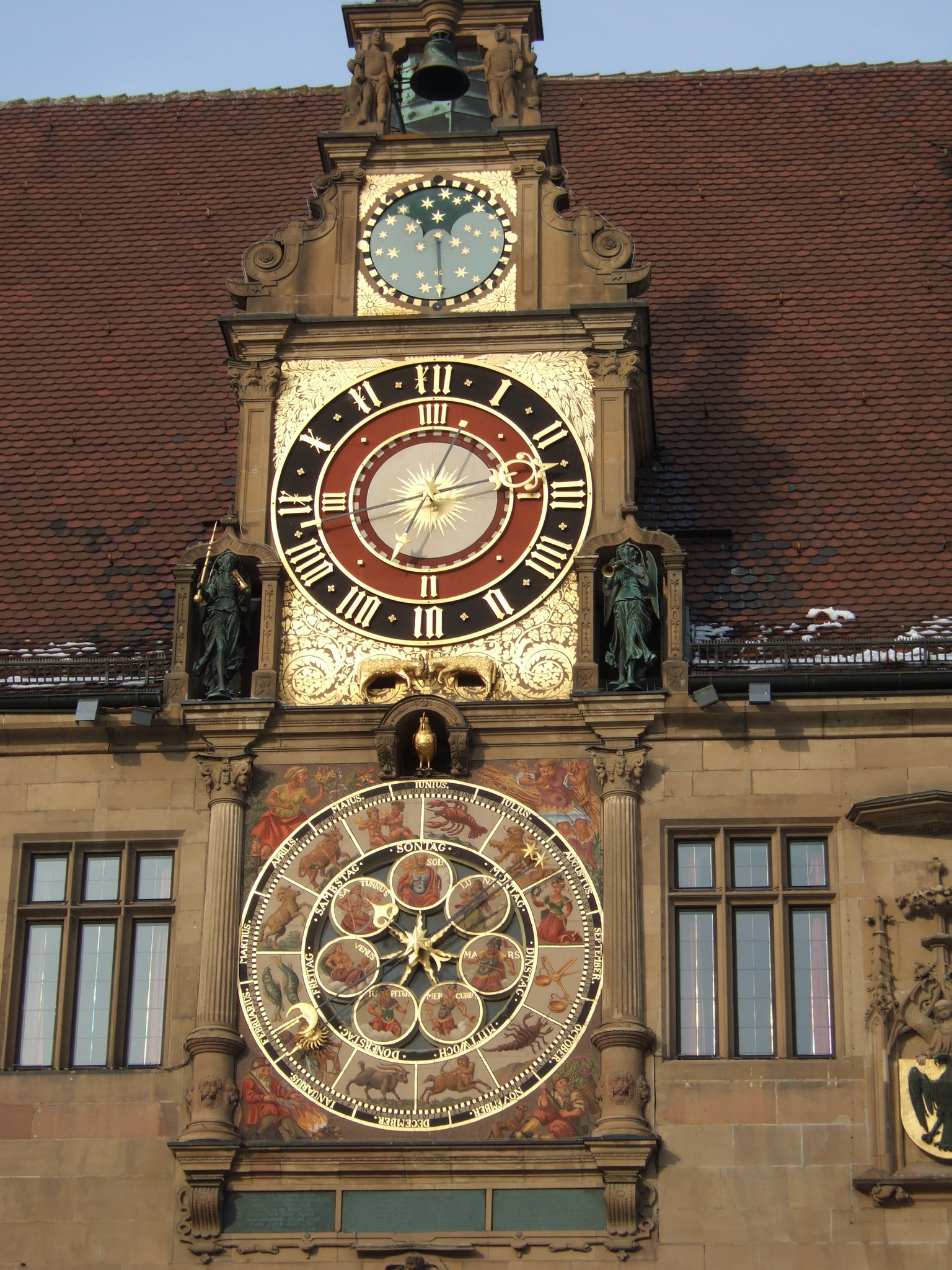
Rellotge astronòmic de l'Ajuntament d'Heilbronn a Alemanya.
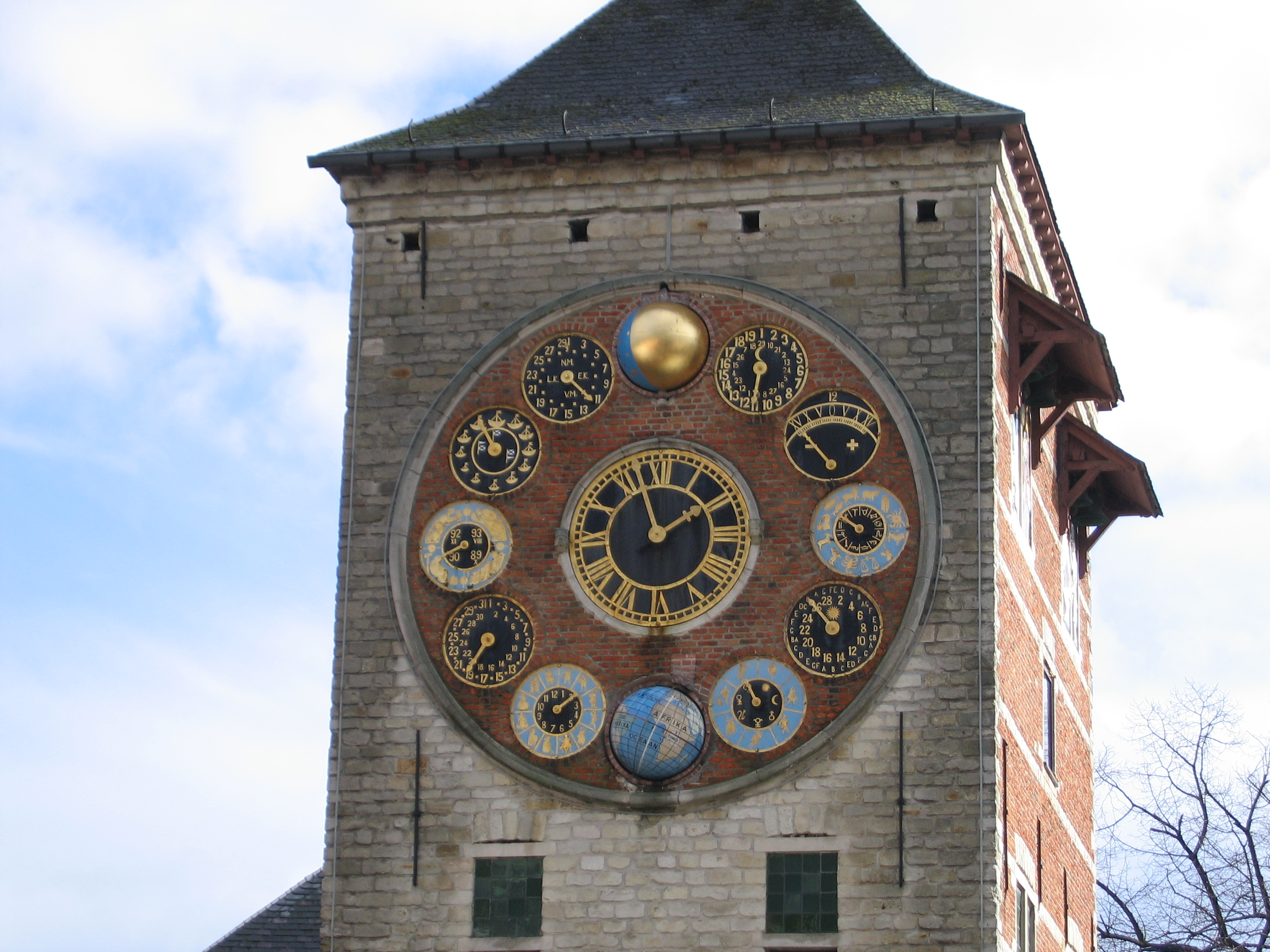
Rellotge astronòmic de Lier a Bèlgica.
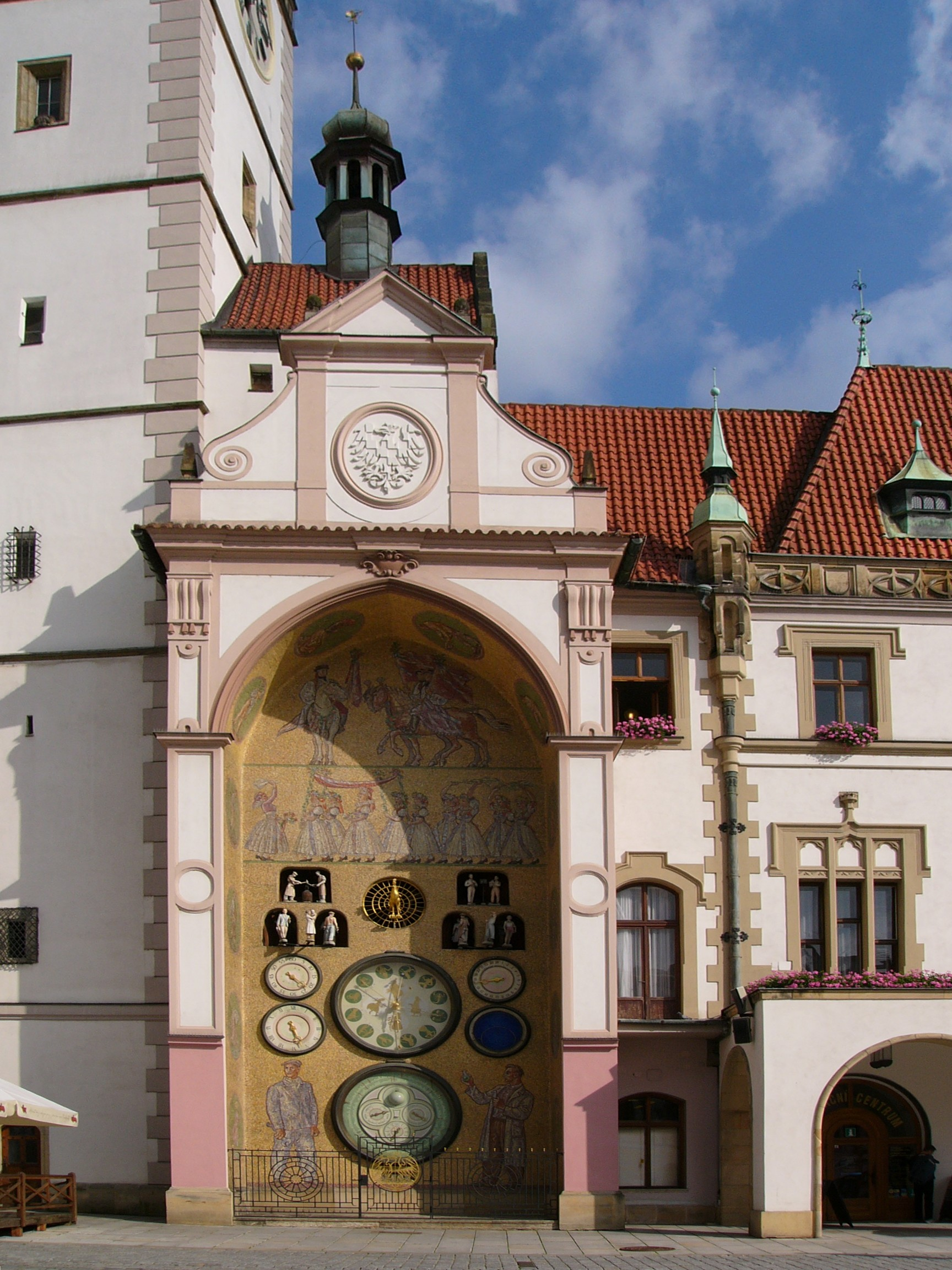
Rellotge astronòmic d'Olomouc a la República Txeca.
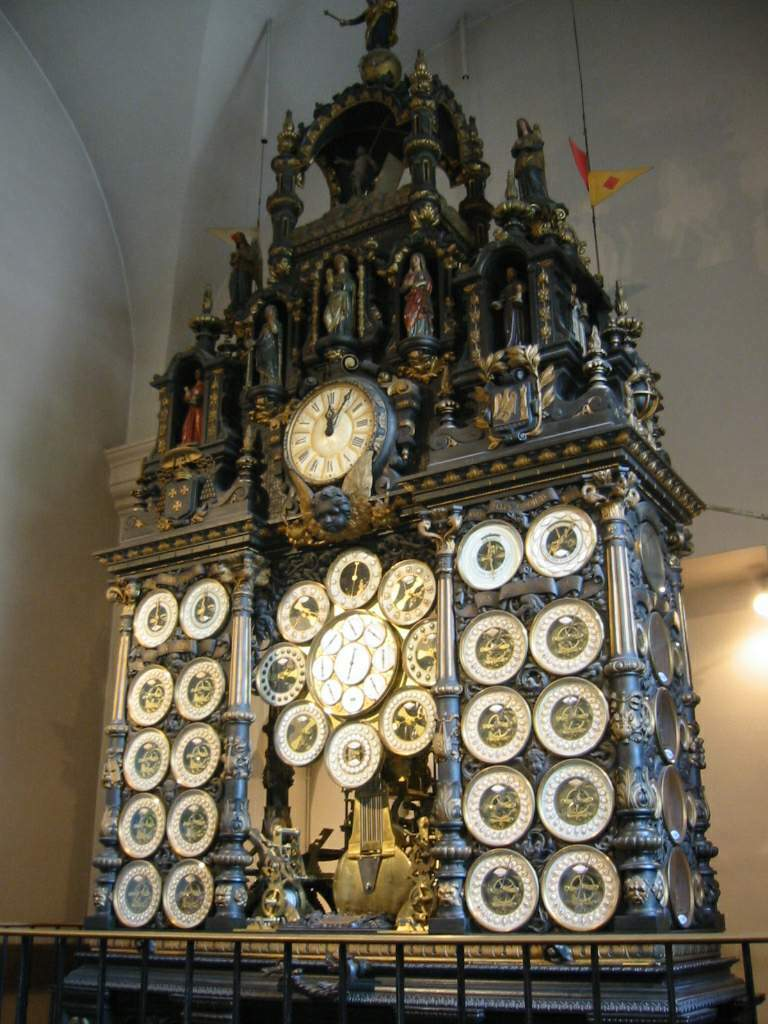
Rellotge astronòmic de Besançon.
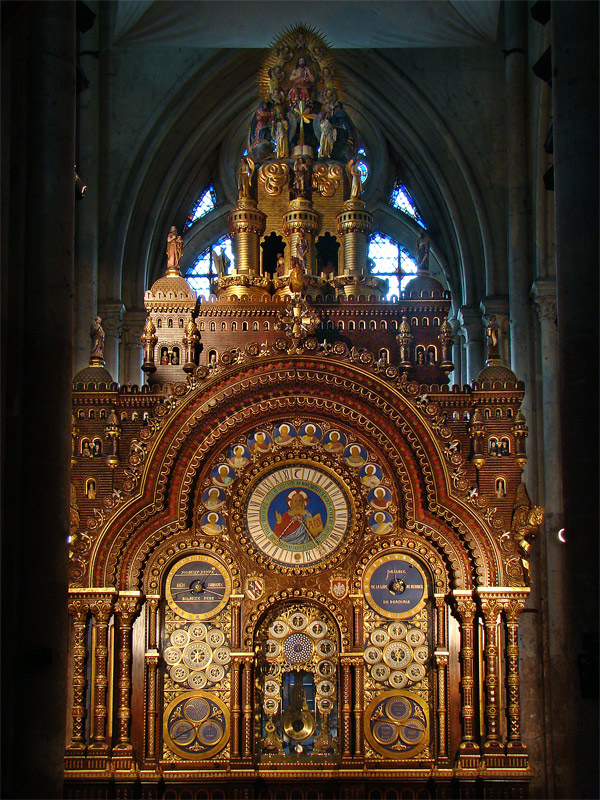
Rellotge astronòmic de Beauvais
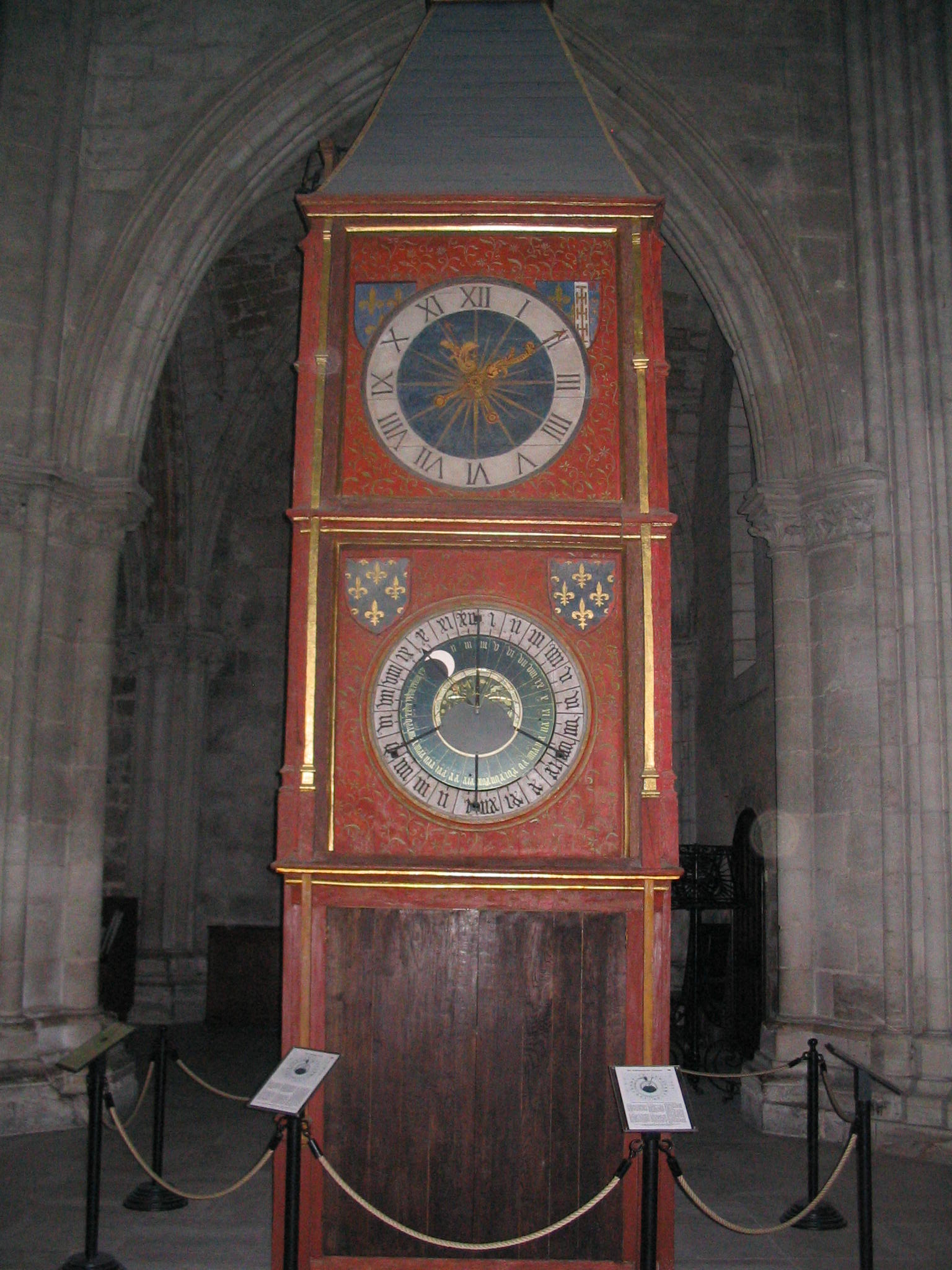
Rellotge astronòmic de la catedral de Saint-Étienne de Bourges (construït el 1424, aquest rellotge és el més antic que es conserva a França).
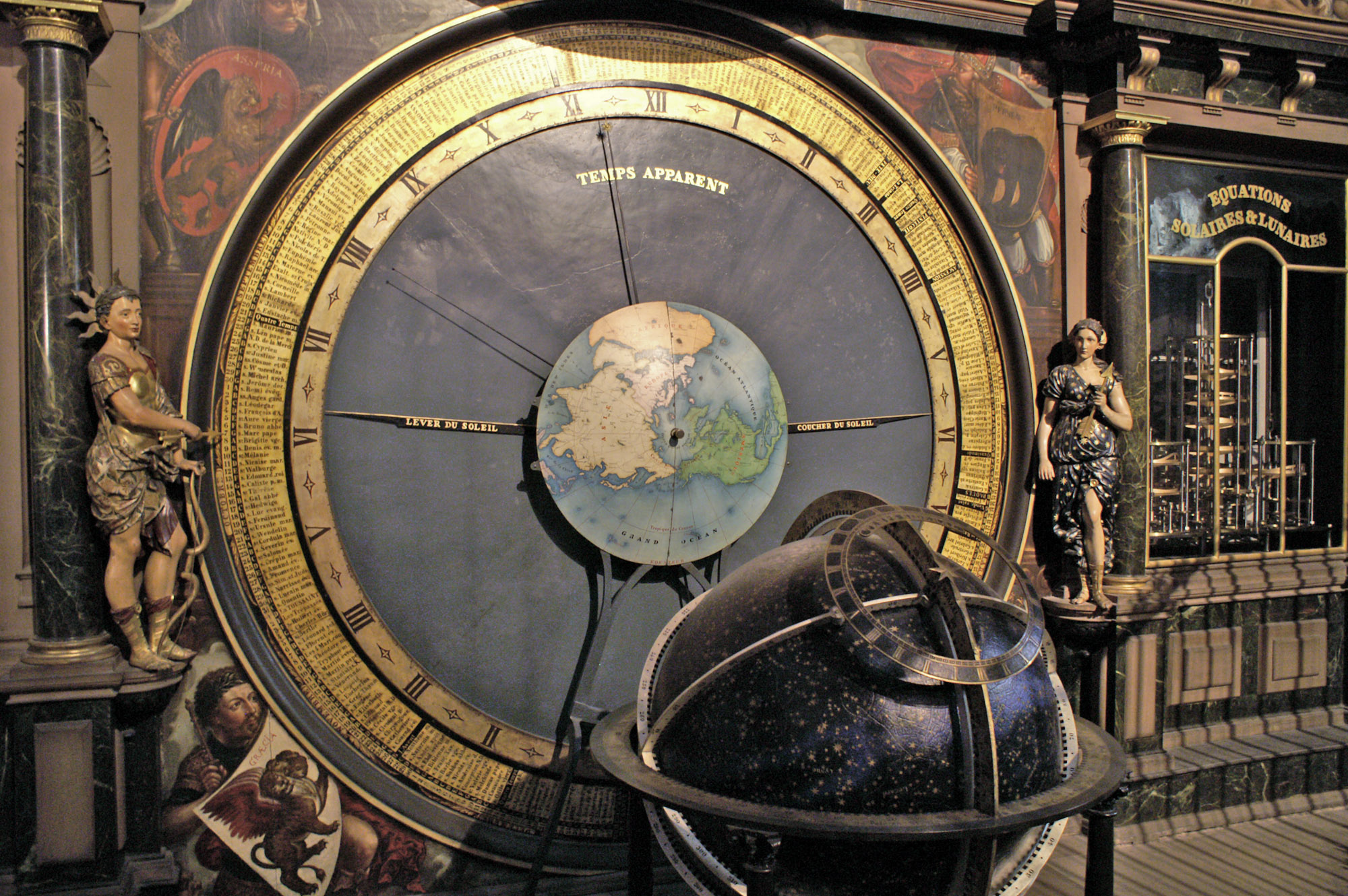
Rellotge astronòmic de la Catedral de Notre-Dame d'Estrasburg.
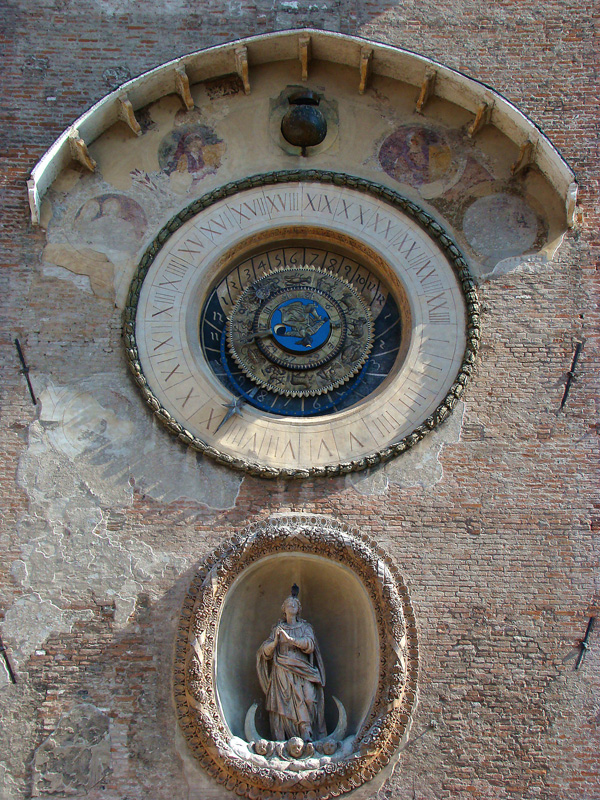
Rellotge astronòmic de buscantua en Itàlia.
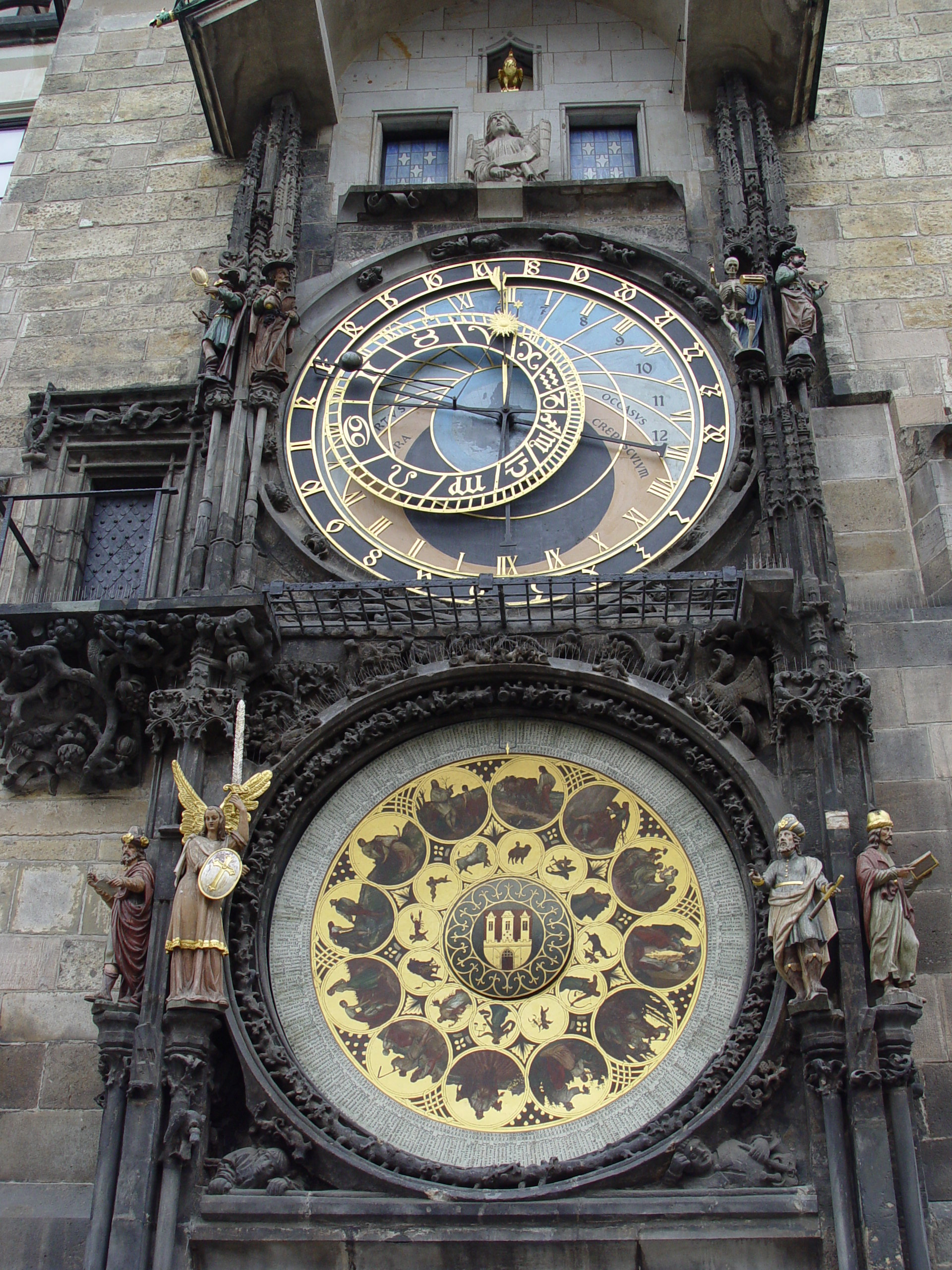
Rellotge astronòmic de Praga.